# Regionalliga West 2015-16
La temporada 2015-16 de la Regionalliga West corresponde a la 16.ª edición de la Cuarta División de Alemania. La fase regular comenzó a disputarse el 31 de julio de 2015 y terminó el 24 de mayo de 2016.

## Sistema de competición
Participan en la Regionalliga Nordost 18 clubes que, siguiendo un calendario establecido por sorteo, se enfrentan entre sí en dos partidos, uno en terreno propio y otro en campo contrario. El ganador de cada partido tiene tres puntos, el empate otorga un punto y la derrota, cero puntos.
El torneo se disputa entre los meses de julio de 2015 y mayo de 2016. Al término de la temporada, el primero clasificado jugará un partido de Play-Off contra otro campeón de otra Regionalliga mediante sorteo y el ganador asciende a la 3. Liga de la próxima temporada, los descensos no están definidos para equipos que ocupen determinada posición en la tabla, los equipos que pierdan la categoría serán dependiendo de los ascensos a 3. Liga y descensos de la misma, de igual manera para la Oberliga.

## Clubes Participantes
| Club                        | Ciudad            | Estadio                   | Aforo  |
| --------------------------- | ----------------- | ------------------------- | ------ |
| 1. FC Köln II               | Köln              | Franz-Kremer-Stadion      | 5.457  |
| Alemannia Aachen            | Aachen            | New Tivoli Stadion        | 32.960 |
| Borussia Dortmund II        | Dortmund          | Stadion Rote Erde         | 10.000 |
| Borussia Mönchengladbach II | Mönchengladbach   | Grenzlandstadion          | 10.000 |
| SSVg Velbert                | Velbert           | Christopeit Sport Arena   | 4.702  |
| FC Kray                     | Essen             | KrayArena                 | 2.000  |
| FC Schalke 04 II            | Bottrop           | Jahnstadion               | 1.543  |
| FC Viktoria Köln            | Köln              | Sportpark Höhenberg       | 12.000 |
| Fortuna Düsseldorf II       | Düsseldorf        | Paul-Janes-Stadion        | 7.150  |
| FC Wegberg-Beeck            | Wegberg           | Waldstadion Beeck         | 5.000  |
| Rot-Weiß Oberhausen         | Oberhausen        | Stadion Niederrhein       | 21.318 |
| Rot-Weiss Essen             | Essen             | Stadion Essen             | 20.650 |
| SC Verl                     | Verl              | Stadion an der Poststraße | 5.001  |
| SC Wiedenbrück 2000         | Rheda-Wiedenbrück | Jahnstadion               | 4.000  |
| SG Wattenscheid 09          | Bochum            | Lohrheidestadion          | 16.233 |
| Sportfreunde Lotte          | Lotte             | connectM-Arena            | 7.474  |
| TuS Erndtebrück             | Erndtebrück       | Pulverwaldstadion         | 2.000  |
| SV Rödinghausen             | Rödinghausen      | Häcker Wiehenstadion      | 2.489  |
| Rot Weiss Ahlen             | Ahlen             | Wersestadion              | 12.500 |

## Clasificación
- Actualizado el 25 de diciembre de 2015.

|  |     | Equipo                      | PJ | PG | PE | PP | GF | GC | DG  | PTS |
|  | --- | --------------------------- | -- | -- | -- | -- | -- | -- | --- | --- |
|  | 1.  | Sportfreunde Lotte          | 19 | 11 | 6  | 2  | 34 | 17 | +17 | 39  |
|  | 2.  | Borussia Mönchengladbach II | 19 | 10 | 7  | 2  | 38 | 20 | +18 | 37  |
|  | 3.  | Viktoria Colonia            | 19 | 9  | 6  | 4  | 38 | 19 | +19 | 33  |
|  | 4.  | Wattenscheid                | 18 | 9  | 5  | 4  | 36 | 23 | +13 | 32  |
|  | 5.  | Rot-Weiß Oberhausen         | 19 | 9  | 5  | 5  | 31 | 23 | +8  | 32  |
|  | 6.  | Alemannia Aachen            | 19 | 9  | 3  | 7  | 26 | 23 | +3  | 30  |
|  | 7.  | Rödinghausen                | 19 | 7  | 7  | 5  | 29 | 19 | +10 | 28  |
|  | 8.  | Wiedenbrück                 | 19 | 6  | 8  | 5  | 30 | 23 | +7  | 26  |
|  | 9.  | Colonia II                  | 19 | 6  | 8  | 5  | 24 | 25 | -1  | 26  |
|  | 10. | Borussia Dortmund II        | 18 | 7  | 4  | 7  | 26 | 21 | +5  | 25  |
|  | 11. | Verl                        | 19 | 6  | 7  | 6  | 20 | 19 | +1  | 25  |
|  | 12. | Fortuna Düsseldorf II       | 19 | 7  | 4  | 8  | 26 | 29 | -3  | 25  |
|  | 13. | Rot-Weiss Essen             | 19 | 6  | 6  | 7  | 28 | 28 | 0   | 24  |
|  | 14. | Velbert                     | 18 | 6  | 6  | 6  | 25 | 30 | -5  | 24  |
|  | 15. | Schalke 04 II               | 19 | 5  | 8  | 6  | 23 | 28 | -5  | 23  |
|  | 16. | Rot Weiss Ahlen             | 19 | 5  | 4  | 10 | 27 | 33 | -6  | 19  |
|  | 17. | Erndtebrück                 | 19 | 3  | 7  | 9  | 23 | 38 | -15 | 16  |
|  | 18. | Kray                        | 19 | 2  | 7  | 10 | 20 | 39 | -19 | 13  |
|  | 19. | Wegberg-Beeck               | 19 | 1  | 2  | 16 | 13 | 60 | -47 | 5   |

| Leyenda |                                                           |
|         | Clasifica para el Play-Off de ascenso por 3. Liga 2016-17 |
|         | Posible descenso a Oberliga 2016-17                       |
|         | Desciende a Oberliga 2016-17                              |

## Cuadro de resultados
| 2015-16                     | FCK | AaA | MON | BVB | KRA | SCH | VTK | FTD | VLB | RWO | RWE | SCV | WIE | W09 | SPL | FWB | ROD | EBÜ | RWA |
| --------------------------- | --- | --- | --- | --- | --- | --- | --- | --- | --- | --- | --- | --- | --- | --- | --- | --- | --- | --- | --- |
| Colonia II                  | -   | 2:1 | 1:1 | 0:2 |     |     |     |     | 0:0 | 1:1 | 2:0 | 0:0 |     |     | 2:4 | 1:0 | 1:1 | 2:1 |     |
| Alemannia Aachen            |     | -   | 1:1 |     | 1:0 | 1:2 |     |     |     |     | 2:0 | 3:0 | 3:0 |     | 0:0 | 3:1 | 0:1 | 2:2 | 1:0 |
| Borussia Mönchengladbach II |     |     | -   |     |     |     | 1:3 | 2:1 | 2:2 |     | 3:1 | 1:0 |     | 1:1 | 2:1 | 5:0 |     | 5:1 |     |
| Borussia Dortmund II        |     | 0:1 | 1:2 | -   |     |     |     | 4:2 |     | 1:1 | 1:1 | 1:2 | 3:1 |     | 1:1 | 6:0 | 2:0 | 0:1 |     |
| Kray                        | 1:4 |     | 2:2 | 0:1 | -   | 1:1 | 2:2 | 3:1 | 0:2 |     |     | 1:1 |     | 1:3 |     |     |     |     | 1:2 |
| Schalke 04 II               | 1:1 |     | 2:5 | 0:0 |     | -   | 2:1 | 0:1 | 1:1 | 2:2 |     |     |     | 0:0 | 1:1 |     |     |     |     |
| Viktoria Colonia            | 4:0 | 6:0 |     | 1:0 |     |     | -   | 0:1 | 5:1 | 1:1 |     |     |     | 3:1 | 3:3 |     |     |     |     |
| Fortuna Düsseldorf II       | 1:1 | 3:1 |     | 4:0 |     |     |     | -   | 1:1 | 1:0 |     | 1:4 |     | 1:1 | 1:3 |     |     |     |     |
| Velbert                     | 0:0 | 1:0 |     |     |     |     |     |     | -   | 1:4 | 0:1 | 0:2 |     | 3:2 | 0:0 |     |     |     |     |
| Rot-Weiß Oberhausen         |     | 1:4 | 2:0 |     | 1:3 |     | 0:3 |     |     | -   | 2:1 | 1:1 | 1:0 |     | 2:0 | 4:0 | 2:0 | 3:1 |     |
| Rot-Weiss Essen             |     |     |     |     | 1:1 | 2:0 | 1:1 | 3:2 |     |     | -   |     | 0:3 |     |     | 1:0 | 1:1 | 9:1 | 2:0 |
| Verl                        |     |     |     |     | 1:1 | 2:1 | 0:1 |     |     |     | 1:1 | -   | 1:1 |     |     | 3:0 | 1:1 | 2:0 | 0:3 |
| Wiedenbrück                 | 4:3 |     | 1:2 |     | 3:0 | 3:0 | 0:0 | 1:1 | 4:2 |     | 2:2 |     | -   | 2:2 |     |     |     |     | 1:1 |
| Wattenscheid                | 1:0 | 3:1 |     | 0:2 |     |     |     |     |     | 3:1 | 3:0 | 2:1 |     | -   | 1:2 | 5:0 |     |     |     |
| Sportfreunde Lotte          |     |     |     |     | 4:0 | 2:0 |     |     |     |     | 3:1 | 2:0 | 1:0 |     | -   | 2:1 | 1:0 | 1:1 | 3:1 |
| Wegberg-Beeck               |     |     |     |     | 4:2 | 2:3 | 0:2 | 1:2 | 2:6 |     |     |     | 0:0 |     |     | -   | 0:5 | 0:3 | 1:1 |
| Rödinghausen                |     |     | 0:0 |     | 1:1 | 1:2 | 4:2 | 1:0 | 4:1 |     |     |     | 0:3 | 0:0 |     | 6:1 | -   |     | 2:0 |
| Erndtebrück                 |     |     | 0:0 |     | 4:0 | 1:4 | 0:0 | 0:1 | 1:2 |     |     |     | 1:1 | 2:3 |     |     | 1:1 | -   | 2:2 |
| Rot Weiss Ahlen             | 2:3 | 0:1 | 0:3 | 5:1 |     | 1:1 | 2:0 | 3:2 | 1:2 | 0:2 |     |     |     | 3:5 |     |     |     |     | -   |

### Campeón
| Bandera de ?                                                |
| TBD ????? Título Clasifica a la eliminatoria por la 3. Liga |

## Eliminatoria de ascenso
| mayo de 2016, --:-- |  | vs. |  | TBD, TBD        |  |
|                     |  |     |  | Árbitro(s): TBD |  |

| mayo de 2016, --:-- |  | vs. |  | TBD, TBD        |  |
|                     |  |     |  | Árbitro(s): TBD |  |

## Goleadores
- Actualizado el 23 de junio de 2015

| Pos. | Jugador | Equipo | Goles | Partidos | Media | Penalti |
| ---- | ------- | ------ | ----- | -------- | ----- | ------- |
| 1°   | TBD     |        |       |          |       |         |
| 2°   | TBD     |        |       |          |       |         |
| 3°   | TBD     |        |       |          |       |         |
| 4°   | TBD     |        |       |          |       |         |
| 5°   | TBD     |        |       |          |       |         |
| 6°   | TBD     |        |       |          |       |         |
| 7°   | TBD     |        |       |          |       |         |
| 8°   | TBD     |        |       |          |       |         |
| 9°   | TBD     |        |       |          |       |         |
| 10°  | TBD     |        |       |          |       |         |